# Žernov (ort i Tjeckien, lat 50,56, long 15,27)
Žernov är en ort i Tjeckien. Den ligger i den centrala delen av landet, 80 km nordost om huvudstaden Prag. Žernov ligger 342 meter över havet och antalet invånare är 207.
Terrängen runt Žernov är platt åt sydväst, men åt nordost är den kuperad. Runt Žernov är det ganska tätbefolkat, med 96 invånare per kvadratkilometer. Närmaste större samhälle är Jablonec nad Nisou, 19,9 km norr om Žernov. Omgivningarna runt Žernov är en mosaik av jordbruksmark och naturlig växtlighet.